# Stanislav Hočevar

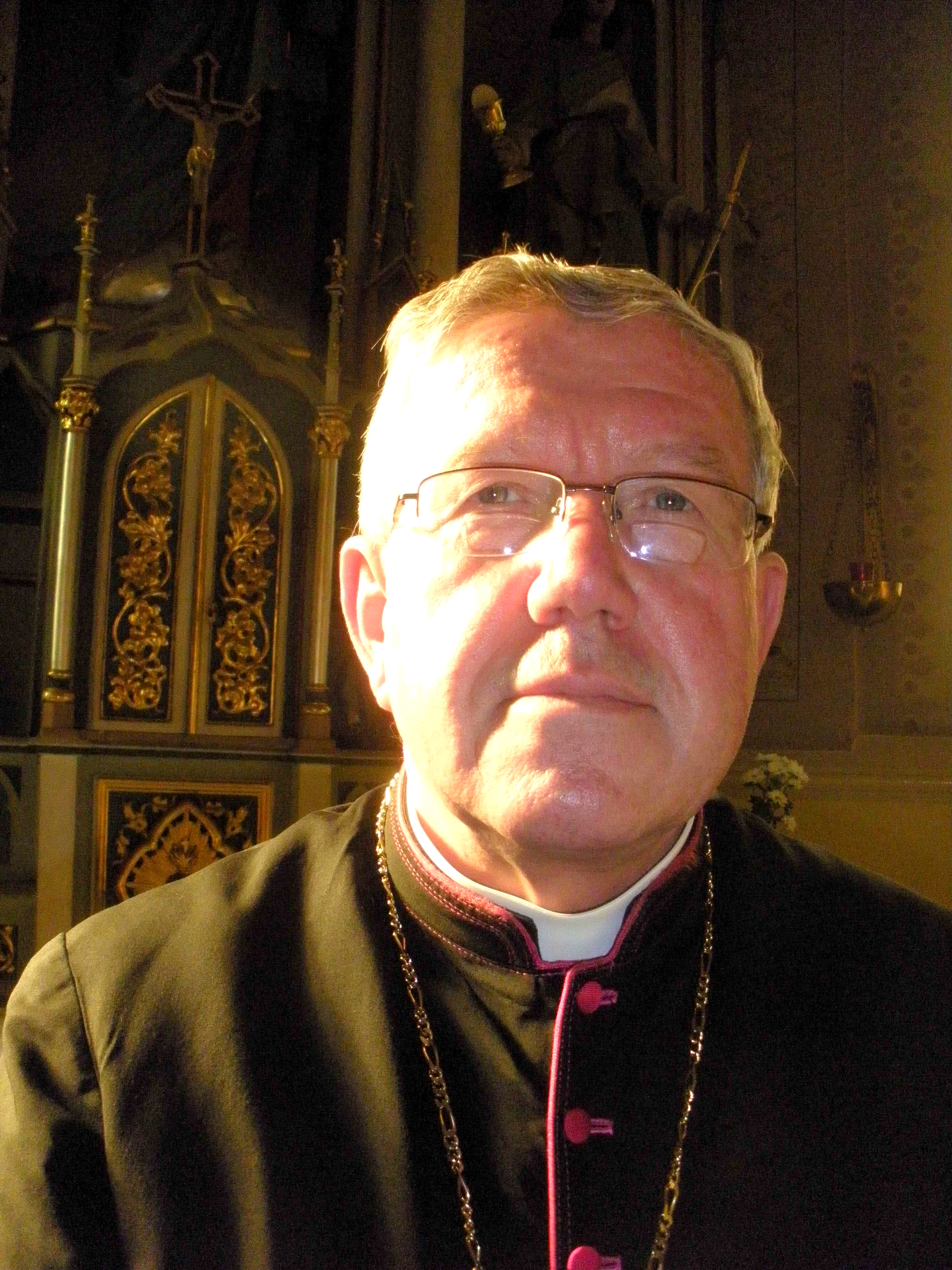
Stanislav Hočevar (2012)

Wappen von Stanislav Hočevar

Stanislav Hočevar SDB (* 12. November 1945 in Jelendol, Novo mesto) ist ein slowenischer Ordensgeistlicher und emeritierter römisch-katholischer Erzbischof von Belgrad.

## Leben
Er trat in die Ordensgemeinschaft der Salesianer Don Boscos ein und empfing am 29. Juni 1973 die Priesterweihe.
Am 25. März 2000 ernannte ihn Papst Johannes Paul II. zum Koadjutor des Erzbischofs von Belgrad-Smederevo. Die Bischofsweihe spendete ihm der Apostolische Nuntius in Slowenien, Erzbischof Edmond Farhat, am 24. Mai desselben Jahres in der Kirche Maria, Hilfe der Christen in Ljubljana. Am 31. März 2001 folgte er Franc Perko als Erzbischof von Belgrad nach.
Hocevar war von 2004 bis 2011 Vorsitzender der Internationalen Bischofskonferenz der Heiligen Kyrill und Method. Sein Nachfolger ist Zef Gashi, Erzbischof von Bar.
Papst Franziskus nahm am 5. November 2022 seinen altersbedingten Rücktritt an.